# سرمایه‌گذاری خطرپذیر شرکتی
سرمایه‌گذاری جسورانه شرکتی یا سرمایه‌گذاری خطرپذیر شرکتی (به انگلیسی:(CVC) Corporate venture capital) شامل سرمایه‌گذاری شرکتی به‌طور مستقیم در شرکت‌های نوپای خارجی (خارج از سازمان) است. دیکشنری تجارت CVC را «سرمایه‌گذاری و آموزش مهارت‌های مدیریت و بازاریابی با هدف دستیابی به یک مزیت رقابتی خاص و هر روشی که شرکتی بزرگ سهام یک شرکت کوچک اما نوآور یا متخصص را به خود اختصاص می‌دهد» تعریف کرده‌است. نمونه‌هایی جهانی از CVC شرکت سرمایه‌گذار گوگل با نام GV و Intel Capital است.